# Марк Кокцей Нерва (консул 36 года до н. э.)
Марк Кокце́й Не́рва (лат. Marcus Cocceius Nerva; родился, по одной из версий, около 80 года до н. э. — умер после 17 года до н. э., Рим, Римская империя) — римский политический деятель, консул 36 года до н. э. вместе с Луцием Геллием Публиколой.

## Биография
Марк Кокцей Нерва был прадедом римского императора Нервы, который правил Империей с 96 по 98 год. Рождение Марка Кокцея немецкий учёный-религиевед Й. Рюпке датирует периодом около 80 года до н. э. 
Его сын, носивший то же имя, был в свите императора Тиберия.